# Салерно (Павија)
Салерно је насеље у Италији у округу Павија, региону Ломбардија.
Према процени из 2011. у насељу је живело 52 становника. Насеље се налази на надморској висини од 95 м.